# Енґару

44°3′42″ пн. ш. 143°31′41″ сх. д. / 44.06167° пн. ш. 143.52806° сх. д.
Енґа́ру (яп. 遠軽町, えんがるちょう, МФА: [engaɾu t͡ɕoː]) — містечко в Японії, в повіті Момбецу округу Охотськ префектури Хоккайдо. Станом на 1 жовтня 2008 року площа містечка становила 1332,32 км². Станом на 31 березня 2017 населення містечка становило 20 483 осіб.